# Ytter-Vikna
Ytter-Vikna est une île de la commune de Nærøysund , en mer de Norvège dans le comté de Trøndelag en Norvège.

## Description
L'île de 82 km2 est l'une des trois grandes îles de l'archipel de Vikna située dans la partie ouest. Les villages d'Austafjord et de Valøya (en) sont situés sur cette île. La route départementale 770 la traverse et la relie aux îles Mellom-Vikna et Inner-Vikna.
Une grande partie d'Ytter-Vikna est protégée ; Le paysage côtier de Vest-Vikna est un site Ramsar.
Le parc éolien Ytre-Vikna a ouvert ses portes en 2012.

## Galerie

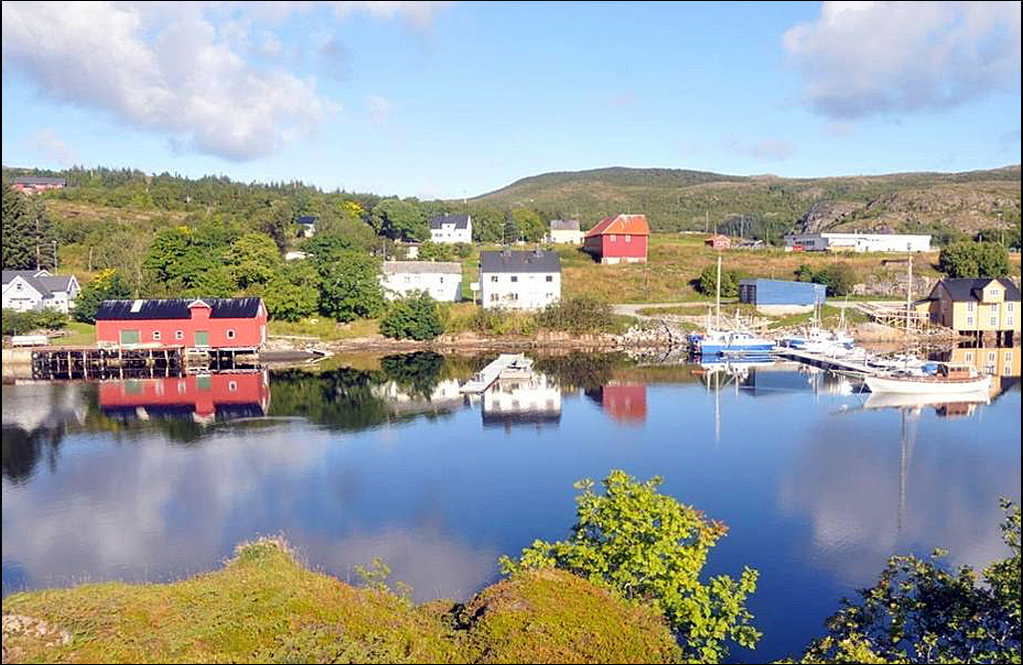
Village d'Austafjord
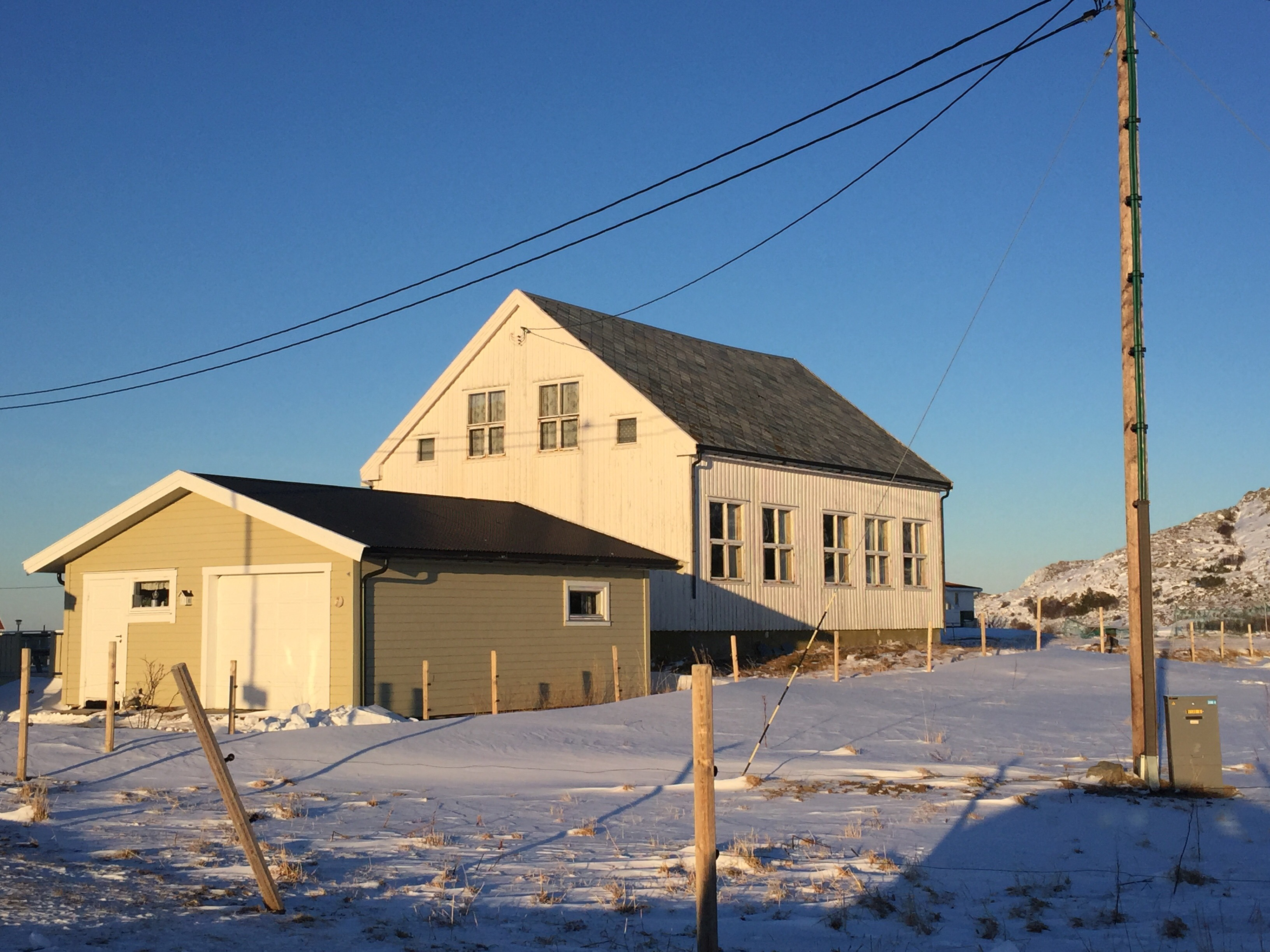
Chapelle de Valøya